# Stenopterus adlbaueri
Stenopterus adlbaueri är en skalbaggsart som beskrevs av Gianfranco Sama 1995. Stenopterus adlbaueri ingår i släktet Stenopterus och familjen långhorningar. Inga underarter finns listade i Catalogue of Life.